# Carlos Moore
 (décembre 2023).
Si vous disposez d'ouvrages ou d'articles de référence ou si vous connaissez des sites web de qualité traitant du thème abordé ici, merci de compléter l'article en donnant les références utiles à sa vérifiabilité et en les liant à la section « Notes et références ».
Pour les articles homonymes, voir Moore.
Carlos Moore, né le 4 novembre 1942 à Camagüey (Cuba), est un écrivain, journaliste et universitaire cubain.

## Biographie
Carlos Moore grandit à Cuba, pays qu´il quitte pour les États-Unis lors de la guerre civile qui devait amener Fidel Castro au pouvoir en 1959.
De retour à Cuba, il s'engage dans le mouvement révolutionnaire conduit par Castro. Une polémique s'engage avec les autorités sur la question des discriminations raciales persistant à Cuba en dépit des principes fondamentaux de la Révolution. Il est alors emprisonné à deux reprises. Obligé de quitter l´île en 1963, c'est le début de l'exil. Il passe treize ans en France. C'est là qu'il rejoint les militants de la Négritude, regroupés autour de la revue Présence Africaine que dirige le sénégalais Alioune Diop. C'est là aussi qu'il rencontre le poète philosophe martiniquais Aimé Césaire. Une grande amitié s'établit et se développe entre les deux hommes.
Moore a vécu en exil pendant trois décennies ; successivement, en Égypte, en Europe, en Afrique, aux Antilles françaises et en Amérique Latine.
Pendant son séjour en France, il obtient un doctorat d’État en sciences humaines et un doctorat de 3e cycle en ethnologie à l’université Paris VII.
Il séjourne à Dakar pendant six années, au cours desquelles il devient un proche collaborateur du savant sénégalais, le professeur Cheikh Anta Diop.
Son engagement sans relâche aux côtés des populations marginalisées, l'amène à intégrer, dans ses prises de position, une question tout aussi préoccupante : le sort des populations aborigènes de par le monde. Il entreprend alors plusieurs voyages d’études et recherches ethnologiques dans le sud-est asiatique (Philippines et Indonésie) et dans le Pacifique Sud (Australie, Papouasie-Nouvelle-Guinée et Fidji).
De 1982 à 1983, il est le consultant personnel d'Edem Kodjo, secrétaire général de l’Organisation de l'unité africaine (OUA), devenue Union africaine (UA), puis d'Edwin Carrington, secrétaire général de la Communauté caribéenne (CARICOM), de 1996 à 2000.
Sa vie académique se déroule, notamment, aux États-Unis, où il exerce en tant que maître de conférence à l'université internationale de Floride et à Trinidad comme professeur titulaire des affaires latino-américaines, à l'Institut des relations internationales de l'université des Indes occidentales.
Entre 1970 et 1983, Moore a également travaillé comme journaliste à l'Agence France-Presse (AFP) et à l'hebdomadaire international Jeune Afrique, basé à Paris.
Membre honoraire de l'université des Indes occidentales, il réside maintenant au Brésil.

## Œuvre
Son autobiographie, Pichòn: Race and Revolution in Castro's Cuba est le témoignage d'un homme de combat dont les tribulations personnelles sont l'expression même des bouleversements de toute une époque de luttes acharnées autour de la cause Noire de par le monde.
Il a publié de nombreux articles sur la politique internationale et est l'auteur des ouvrages suivants :
- Pichón: Race and Revolution in Castro´s Cuba, Chicago : Lawrence Hill Books, 2008 ;
- A África que Incomoda, Belo Horizonte : Nandyala Editora, 2008) ;
- Racismo e Sociedade, Belo Horizonte : Mazza Edições, 2007.  (ISBN 978-85-7160-429-2)[1]
- African Presence in the Americas, Trenton, NJ : Africa World Press, 1995 ;
- Castro, the Blacks, and Africa, Los Angeles : CAAS/UCLA, 1989 ;
- Fela: This Bitch of a Life, Londres : Allison & Busby, 1982, traduit en Français sous le titre Cette Putain de Vie, Paris : Karthala, 1982 ;
- Were Marx and Engels Racists?, Chicago : IPE, 1972.